# Tulipa lehmanniana
Tulipa lehmanniana (укр. Тюльпан Лемана, тюльпан леманіана) — багаторічна рослина родини лілійних.

## Історія
Вид описав у 1854 році російський ботанік Карл фон Мерклін (1821—1904), спираючись на збори з околиць Бухари. Видову назву дав на честь першого збирача, натураліста і мандрівника Олександра Лемана (1814—1842), російського ботаніка, який в 1840—1842 рр. збирав рослини Середньої Азії за завданням Петербурзького ботанічного саду. Повертаючись із цієї експедиції, Леман помер від хвороби, яка перебігала з гарячкою, в Симбірську у віці 28 років. Колекції його обробив Олександр Бунге (1803—1890), склавши перелік з 1526 видів, що включав 11 нових для науки родів і 159 нових видів.

## Опис
Трав'яниста цибулинна рослина близько 50 сантиметрів заввишки. Має міцний опушений квітконос, оточений чотирма парними, хвилястими, вигнутими, темно-зеленим листками. Нижні листки більші, довгі, близько 20 сантиметрів заввишки і 3 сантиметри завширшки, мають довгасту зауженну догори форму. Верхні листки значно менші, близько 10 сантиметрів заввишки і 9 міліметрів завширшки, мають вузьку лінійну форму із завуженим догори кінцем. На кінці квітконоса розташовується велике келихоподібне суцвіття, близько 7 сантиметрів заввишки з вигнутими назовні пелюстками. Пелюстки, що мають червоні, жовті або строкаті відтінки з чорною основою, оточують пучок тичинок і пиляків темно-фіолетового кольору. Плід — тристулкова витягнута коробочка, до 3 сантиметрів завдовжки і 1,5 сантиметрів завширшки, з насінням. Доросла, сформована рослина має близько 250 насінин. Невелика цибулина, близько 3 сантиметрів в діаметрі повністю покрита шкірястими невеликими лусочками темно-коричневого або чорного кольору. Цвіте у квітні протягом 1,5-2 місяців, плодоносить в кінці травня-червні. Розмноження насіннєве і вегетативне.

## Систематика
Tulipa lehmanniana близький до Tulipa behmiana (укр. Тюльпан Бема), описаного Альбертом Регелєм у 1879 році. Границі ареалів цих двох видів дотичні. Систематики розглядають Tulipa behmiana як східну расу Tulipa lehmanniana.

## Екологія
Росте на пісках і виходах строкатокольорових порід, в піщаних і кам'янистих пустелях.

## Поширення
Тюльпан Лемана в дикому виді зустрічається в Казахстані, Таджикистані, Туркменістані, Узбекистані, Афганістані, Ірані та Пакистані (Белуджистан). У Казахстані росте в пустелі Кизилкум, рідше зустрічається в Мойинкумі і південно-західній частині Бетпакдале (Південно-Казахстанська і Жамбилська області).

## Охоронні заходи
Tulipa lehmanniana занесений до Червоних книг Казахстану, Таджикистану, Туркменістану і Узбекистану.

## Культивування
Випробуваний в культурі в ботанічних садах Ташкента, Душанбе, Києва, Санкт-Петербурга. Скрізь нестійкий. В Алмати вирощувався з 1965 року, випав на 4-5-й рік.

## Використання
Високодекоративний вид. Потребує розробки спеціальних прийомів культивування.